# Арран (острів)
Арран (шотл. гел. Eilean Arainn («найвіддаленіший острів»); англ. Arran) — острів у затоці Ферт-оф-Клайд на заході Шотландії. На початок ХХІ сторіччя територія Аррана входить до складу області Північний Ейршир (до останньої адміністративної реформи відносилась до графства Б'ют).
Найбільший населений пункт острова — селище Бродік на східному узбережжі, колишня резиденція герцогів Гамільтон.
На його честь названий хаос Арран на супутнику Юпітера Європі.

## Географія
Острів Арран — найбільший острів затоки Ферт-оф-Клайд. Центральну частину острова займають гори, заввишки до 874 м над рівнем моря (гора Готфелл), уздовж узбережжя тягнеться досить значна прибережна низовина. За поєднання гірських і рівнинних регіонів Арран називають «Шотландією у мініатюрі». Навколо Аррана розташовується кілька невеликих острівців, найбільший з яких Холі-Айл.

## Історія
Історично на території Аррана мешкали бритські племена. Починаючи з VI століття сюди проникають скоти-ірландці, які приєднують Арран до своєї держави Дал-Ріад. В IX—X століттях норвезькі вікінги підпорядковують всі острови західного узбережжя Шотландії Норвегії. В 1263 році норвезький король Гокон IV зазнав поразки від шотландців, і Арран перейшов у володіння лордів Островів. Однак, вже з початку XIII століття на острів починають претендувати Стюарти, які незабаром приєднують його до своїх володінь. Після того, як Роберт Стюарт став в 1371 році королем Шотландії, Арран увійшов до складу королівського домену. В 1467 році Томас Бойд, одружений з сестрою короля Якова III, отримав від нього острів і титул графа Аррана. Незабаром володіння Бойд були конфісковані, а в 1503 році Арран був переданий Джеймсу Гамільтону, який став новим графом Аррана. Рід Гамільтонів грав важливі ролі в історії Шотландії XVI—XVII століть, а в 1643 році Джеймс Гамільтон був зведений в титул герцога і став одним з найпослідовніших прихильників короля Карла I в період Англійської революції. Герцоги Гамільтон досі володіють значними територіями на острові.

## Транспорт
Острів сполучений з материком кількома поромними переправами, основна з яких Бродика в Ардроссан на узбережжі основної частини Північний Ейршир. На самому острові діють кілька автобусних маршрутів.

## Економіка

### Туризм
Основною галуззю на острові є туризм, з особливою популярністю користується відпочинок на природі, такі як прогулянки, катання на велосипеді та спостереження за дикою природою .  Популярні пішохідні маршрути включають в себе сходження на вершину Goat Fell і узбережжя Арран, 107-кілометрова стежка, що йде навколо узбережжя острова.Береговий шлях Арран був визначений Шотландією як "Великі стежки" шотландською природною спадщиною в червні 2017 року. 
Найцікавішими для туристів пам'ятками є замок Бродик, що належить Національному фонду Шотландії. Замок в даний час закритий, щоб дозволити проводити протипожежну та інші заходи збереження, і не буде відкрито до 2019 року. 
Курорт Ахранні, що складається з двох готелів, трьох ресторанів, двох комплексів відпочинку та пригодницької компанії, є одним із найбільших роботодавців на острові. До місцевих підприємств належать лікеро-горілчаний завод "Арран", який був відкритий у 1995 році в місті Лочранса.  Це відкрито для екскурсій та містить магазин та кафе.  Другий відвідувач-центр був оголошений на південь острова, через відкриття в 2019 році.
На острові є кілька майданчиків для гольфу, включаючи 12-лунковий курс "Shiskine link", який був заснований в 1896 році. Село Лагг, на південній частині Аррана, має нудистський пляж.  Відомий як Берег Клета, він був описаний як один з найуспішніших нудистських об'єктів у світі.

### Інші галузі
Сільське та лісове господарство є іншими важливими галузями.  Плани на 2008 рік для великого господарства лосося, утримуючи 800000 або більше риб у затоці Ламлаш, були піддані критиці спільноти Arran Sea Trend. Вони бояться, що об'єкт може поставити під загрозу першу в Шотландії морську морську зону, про яку було оголошено у вересні 2008 року. 
Пивоварня "Арран" - це мікропрядка, створена в березні 2000 року в місті Кладхак, поблизу Бродика.  Пивоварня робить вісім штатних бочків і розливне пиво. Найпопулярнішим є пшеничне пиво Arran Blonde (5.0% abv);  інші - Arran Dark та Arran Sunset,  з сезонним "Fireside Ale", зваленим взимку.  Пивоварня відкрита для екскурсій та дегустацій.Бізнес в ліквідації розпочався у травні 2008 року, але потім був проданий Marketing Manager Services International Ltd у червні 2008 року. Тепер він повернувся у виробництво, а пиво широко доступне у Шотландії, включаючи деякі магазини Aldi.  Однак у 2017 році і знову в 2018 році відбулося звільнення. Інші підприємства включають Arran Aromatics, де виробляється цілий ряд розкішних туалетних приладдь, парфумерії та свічок, Arran Dairies, Arran Cheese Shop, шоколадні цукерки Джеймса та Wooleys of Arran.